# Golfo del Messico (film)
Golfo del Messico è un film del 1950 diretto da Michael Curtiz. Fu la seconda versione cinematografica del romanzo Avere e non avere di Ernest Hemingway, dopo quella di Acque del sud (1944).

## Trama
Harry Morgan è il capitano della Sea Queen, un battello da pesca sportiva la cui attività è in crisi. La famiglia, moglie e due figlie adolescenti, risente del problema economico e così Morgan si lascia convincere dal losco Duncan a contrabbandare con la sua barca un gruppo di cinesi dal Messico alla California, pur sapendo, se scoperto, di incorrere in pesanti condanne.
Morgan conosce anche Leona Charles, una giovane donna il cui compagno si era dileguato non pagando le spese per le gite in mare fatte con la barca, aggravando così ulteriormente le condizioni economiche del capitano. La donna è affascinata dal rude lupo di mare e tenta, invano, di sedurlo.
Il piano con i cinesi va però storto ed in una colluttazione a bordo del battello, Morgan per difendersi ne uccide uno, sotto gli occhi inorriditi di Wesley Park, suo aiutante marinaio.
Il giovane capitano, ancora più soggiogato da Duncan, a conoscenza del fatto, viene convinto da questi ad aiutare, facendoli fuggire con il proprio battello, una banda di rapinatori, in cambio di un grosso guadagno in denaro.
Mentre Morgan aspetta di imbarcare i criminali sulla sua barca, sopraggiunge Park, il quale alla vista della banda, non essendo a conoscenza del piano, ribellandosi credendo ad una rapina, viene ucciso da uno di questi.
Morgan è inorridito, ma è costretto sotto la minaccia delle armi a trasportare i criminali in mare aperto senza attirare l'attenzione della Guardia Costiera. Il corpo di Park viene gettato in mare, mentre Morgan, con uno stratagemma, mette mano alle sue due pistole  uccidendo tutti i criminali in una drammatica sparatoria, in cui egli stesso viene gravemente ferito.
Il giorno dopo le autorità trovano il battello alla deriva e lo rimorchiano in porto. Morgan deve essere sottoposto all'amputazione di un braccio per non rischiare di morire e la moglie Lucy, accorsa sul posto, si precipita al fianco del marito riaffermando il suo amore per l'uomo.
Morgan viene trasferito in un'autoambulanza, mentre il figlio di Park rimane attonito da solo sul molo in cerca del padre.

## Manifesti e locandine
La realizzazione dei manifesti del film, per l'Italia, fu affidata al pittore cartellonista Luigi Martinati.